# Frank Adams
John Frank Adams (Londres, 5 de novembro de 1930 — Brampton, 7 de janeiro de 1989) foi um matemático inglês.
Um dos gurus da topologia algébrica, envolveu-se principalmente com a homotopia. Foi Professor Lowndeano de Astronomia e Geometria.

## Obras
- On the non existence of elements of Hopf invariant one, Annals of Mathematics Bd.72, 1960, S.20
- Vector fields on spheres, Annals of Mathematics Bd.75, 1962, S.603-632
- Stable homotopy theory, 1964, Springer, Lecture Notes in Mathematics
- Lectures on Lie groups, 1969
- Algebraic topology: a student's guide, 1972 (mit Reprints)
- Stable homotopy theory and generalized homology, 1974
- Localisation and completion, 1975
- Infinite loop spaces, 1978
- Lectures on exceptional Lie groups, 1996
- May, Thomas (Ed.): Selected works of J.Frank Adams, 2 Bde., Cambridge 1992